# Gabriel Martinez-Gros
Gabriel Martinez-Gros, né le 23 janvier 1950 à Oran (Algérie) est un historien français, spécialiste de l’histoire politique et culturelle d'al-Andalus.

## Biographie
Agrégé d'histoire, Gabriel Martinez-Gros a été professeur d'histoire médiévale du monde musulman à l'université de Paris-X. De 1982 à 1985, il a résidé à la Casa de Velázquez à Madrid en tant que chercheur de l'École des hautes études hispaniques et ibériques. Il a codirigé avec Lucette Valensi l'Institut d'études de l'Islam et des sociétés du monde musulman jusqu'en 2002.
En 2012-2013, il donne des cours à l’École du Louvre dans le cadre du cours « Les dynasties berbères et le Maroc impérial (XIe – XIIIe siècles) » de la spécialité histoire des arts de l'Islam. Il travaille très activement sur l'historien arabe Ibn Khaldûn.
Spécialiste de l'historien médiéval Ibn Khaldoun, il applique les théories historiques à l'histoire dans Brève histoire des empires (2014) puis au monde d'aujourd'hui dans Fascination du djihad. Fureurs islamistes et défaite de la paix (2016). Ibn Khaldoun estime que les empires se constituent autour d'une élite violente qui soumet les sédentaires, éléments les plus civilisés de l'empire. Puis, quand cette élite militaire s'amollit, elle fait appel à de nouveaux bédouins qui secondent puis supplantent l'ancienne élite. Ainsi, selon M. Martinez-Gros et suivant ce modèle, les apprentis djihadistes seraient attirés par la prospérité de l'Occident prospère et désarmée, et les prébendes qu'ils attendent de son pillage,.

## Publications

### Ouvrages

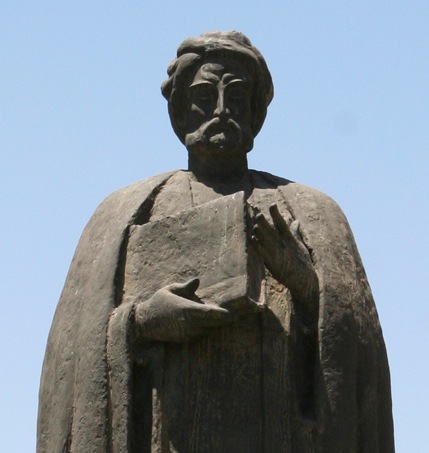
Statue d'Ibn Khaldûn à Tunis.

- L’Idéologie omeyyade, Madrid, Casa de Velazquez, 1992
- De l’amour et des amants, Paris, Sinbad, 1992 (trad. du Tawq al-hamâma d'Ibn Hazm)
- Identité andalouse, Paris, Sindbad/Actes Sud, 1997
- Ibn Khaldûn et les sept vies de l'Islam[4], Sinbad, 2007
- L’Islam, l’islamisme et l’Occident, Paris, Le Seuil, 2013
- Brève Histoire des empires : Comment ils surgissent, comment ils s'effondrent, Paris, éditions du Seuil, 2014, 215 p. (ISBN 978-2-02-116312-4)
- Fascination du djihad : Fureurs islamistes et défaite de la paix, Paris, PUF, 2016, 120 p. (ISBN 978-2-13-075013-0)
- L'Empire islamique, Passés Composés, 2019, 350 p.  (ISBN 2379331960)
- De l'autre côté des croisades : L'islam entre Croisés et Mongols. XIe – XIIIe siècle, Passés composés, 2021  (ISBN 978-2379333903)
- La traîne des empires. Impuissance et religions, Passés composés, 2022  (ISBN 9782379335907)

### Ouvrages en collaboration
- Pays d’Islam et monde latin, Paris, Atlande, 2001, avec Philippe Gourdin
- L’Islam en dissidence. Genèse d’une confrontation, Paris, Seuil, 2004, avec Lucette Valensi
- Histoire de Grenade, Fayard, 2018, avec Sophie Makariou, 448 p.

### Articles
- « Les principes de partage du monde selon Idrisî » in Michel Balard et Alain Ducellier, Le Partage du monde : échanges et colonisation dans la Méditerranée médiévale (actes du 3e congrès sur la colonisation médiévale), Paris, Publications de la Sorbonne, 1998
- « Ibn Khaldûn et la Sicile » in Il Mezzigiorno normanno-svevo visto dall’Europa e dal mondo mediterraneo, Bari, 1999
- « L’historiographie des minorités (Morisques, Mudéjars, Mozarabes) dans l’Espagne du milieu du XIXe siècle », Iberica 2000, n° spécial sous la dir. de Carlos Serrano, p. 55-71
- « Arabe, Espagnol, Andalou dans l’histoire des musulmans d’Espagne de Reinhart Dozy », Studia Islamica, 2001, p. 113-126
- « L’Alhambra de Granada : historia d’un monument amb historia » en collaboration avec Sophie Makariou, L’Avenç, Barcelone, décembre 2001, p. 12-19
- « Emprunts et échanges : l’Occident et l’Islam » in Lucette Valensi à l’œuvre, une histoire anthropologique de l’Islam méditerranéen, Saint-Denis, Bouchene, 2002, p. 215-224